# Феодора Гогенлоэ-Лангенбургская (1839—1872)
Феодора Виктория Аделаида Гогенлоэ-Лангенбургская (нем. Feodora Victoria Adelheid zu Hohenlohe-Langenburg; 7 июля 1839, Штутгарт — 10 февраля 1872, Майнинген) — принцесса Гогенлоэ-Лангенбургская, в замужестве герцогиня Саксен-Мейнингенская.

## Биография
Феодора — дочь князя Эрнста I Гогенлоэ-Лангенбургского (1794—1860) и его супруги Феодоры (1807—1872), единственной дочери князя Эмиха Карла Лейнингенского. Мать Феодоры приходилась единоутробной сестрой королеве Великобритании Виктории.
23 октября 1858 года в Лангенбурге Феодора вышла замуж за герцога Саксен-Мейнингена Георга II, вдовца и отца двоих детей. 19-летняя герцогиня, прослывшая избалованной особой, не интересовавшейся музыкой и не блиставшей умом, оказалась не готовой к роли супруги. Брак не отличался гармоничностью. После смерти своего последнего ребёнка Феодора покинула Мейнинген. 
Феодора основала в Мейнингене филиал саксонской «Ассоциации Альберта».
Она умерла от скарлатины в 32 года. Имя Феодоры носит герцогская вилла в Бад-Либенштайне, а в Майнингене в её честь названа улица.

## Потомки
- Эрнст Бернгард Виктор Георг (27 сентября 1859 — 29 декабря 1941), женат на Катарине Йенсен (1875—1945), «баронессе Заальфельдской»
- Фридрих Иоганн Бернгард Герман Генрих Мориц (12 октября 1861 — 23 августа 1914), женат на принцессе Аделаиде Липпе-Бистерфельской
- Виктор (14 мая 1865 — 17 мая 1865)